# Michel Faber
Pour les articles homonymes, voir Faber.
Œuvres principales
- La Rose pourpre et le Lys

Michel Faber, né le 13 avril 1960 à La Haye, est un écrivain australien et écossais d'origine néerlandaise et d'expression anglaise.

## Biographie
Il a vécu jusqu'à l'âge de 7 ans aux Pays-Bas, avant que sa famille ne s'installe en Australie.
Il fait des études de lettres à l’université de Melbourne, et rédige un mémoire sur Kurt Vonnegut.
Depuis 1993, il est installé en Écosse, pays de sa deuxième épouse.
Il débute en 1999 avec la publication du recueil de nouvelles Some Rain Must Fall, pour lequel il obtient le Scottish First Book of the Year Award décerné par la Saltire Society.
Son premier roman Under the Skin, paru en 2000, reçoit le Neil Gunn Prize, le Ian St James Award et est traduit dans quinze pays. Il est adapté au cinéma en 2013 par Jonathan Glazer.
Il publie en 2003 un roman postmoderniste à la Dickens sur la vie d'une prostituée à l'époque victorienne,, La Rose Pourpre et le Lys (The Crimson Petal and the White), mélange de roman historique et de science-fiction qui remporte un succès international : traduit dans vingt-deux langues, il a été adapté à la télévision (BBC, 2011) par Marc Munden en une mini-série de 4 épisodes.
Il continue à écrire des nouvelles comme The Hundred and Ninety-nine Steps et The Courage Consort. Son recueil The Fahrenheit Twins est publié en 2005.

## Œuvres

### Romans
- Sous la peau, Seuil, 2001 ((en) Under the Skin, 2000), trad. Michèle Hechter  (ISBN 978-2-02-038582-4)
- (en) The Hundred and Ninety-Nine Steps, 2001
- (en) The Courage Consort, 2002
- La Rose pourpre et le Lys, L'Olivier, 2005 ((en) The Crimson Petal and the White, 2002), trad. Guillemette de Saint-Aubin  (ISBN 978-2-28-600864-2)
- Le Cinquième Évangile, L'Olivier, 2009 ((en) The Fire Gospel, 2008), trad. Adèle Carasso  (ISBN 978-2-87-929668-5)Parodie de Da Vinci Code de Dan Brown
- Le Livre des choses étranges et nouvelles, L'Olivier, 2015 ((en) The Book of Strange New Things, 2014), trad. Matthieu Dumont et Arthur Lochmann  (ISBN 978-2-82-360859-5)
- (en) D: A Tale of Two Worlds, 2020

### Recueils de nouvelles
- Contes de la rose pourpre, L'Olivier, 2006 ((en) The Apple: Crimson Petal Stories, 2006), trad. Guillemette de Saint-Aubin  (ISBN 978-2-87-929547-3)
- Moins que parfait, L'Olivier, 2008, trad. Michèle Hechter et Guillemette de Saint-Aubin  (ISBN 978-2-87-929540-4)